# Danilovgrad (município)
Danilovgrad é um município de Montenegro. Sua capital é a vila de Danilovgrad.

## Principais localidades
- Danilovgrad - Capital
- Frutak
- Spuz
- Grbe Livade
- Lazarev Krst

## Demografia
De acordo com o censo de 2003 a população do município era composta de:
- Montenegrinos (67,93%)
- Sérvios (25,47%)
- Muçulmanos por nacionalidade (0,32%)
- Croatas (0,26%)
- Albaneses (0,05%)
- Bósnios (0,00%)
- outros (0,84%)
- não declarados (5,13%)